# Jean-Baptiste Akassou Akran
Jean-Baptiste Akra Akassou (Songon, 1985. november 5. –) elefántcsontparti labdarúgó, középpályás. Jelenleg a Doxa Drama játékosa.

## Életpályája
Jean-Baptiste Arian Akassou 1985. november 5-én született az Abidjan közelében fekvő Songonban, itt járt iskolába is. Nagybátyjaihoz, Akranhoz és Ghislain Akassou-hoz hasonlóan, akik mindketten Elefántcsontparton futballoztak, ő is a labdarúgásban képzelte el pályafutását.
Profi pályafutását 2006-ban kezdte a Stade d'Abidjan csapatában. 2007 nyarán csatlakozott a Muangthong United FC-hez, egy thaiföldi első osztályú klubhoz. A szezon végén csapatával megnyerte a thaiföldi bajnoki címet. A következő évben egy másik thaiföldi klubhoz, a BEC Tero Sasanához szerződött, amely szoros kapcsolatban áll az angol Arsenal FC-vel.
Bár az angol bajnokságban és a londoni klubnál is érdeklődtek iránta, végül a magyar első osztályban szereplő Budapest Honvéd FC-hez szerződött, ahol 2010 és 2012 között játszott. A klub színeiben 49 alkalommal lépett pályára és két gólt szerzett. 2012 januárjában a Nîmes Olympique-nál volt próbajátékon. 2012-ben az akkor még a magyar első osztályban szereplő Pécsi Mecsek FC-hez igazolt.
2013-ban csatlakozott a görög Niki Volos klubhoz. 2014 júliusa óta játszott az Apollon Kalamariasnál, az Anagennisi Karditsánál és a Doxa Dramánál.